# I See Red (Videojuego)
I See Red es un videojuego roguelite, de disparos con dos palancas y de ciencia ficción desarrollado en Argentina por el estudio independiente Whiteboard Games, y publicado por Gameforge para PC y por RedDeer.Games para Nintendo Switch. Fue lanzado el 24 de octubre de 2022 en PC a través de las tiendas de Steam y Epic Games, y el 26 de febrero de 2025 en Nintendo Switch. Whiteboard Games declaró su intención de llevar el juego también a Xbox One, Xbox Series X/S, PlayStation 4 y PlayStation 5.
En I See Red, el jugador controla a un foragido viajando a través del espacio en búsqueda de venganza, que debe invadir y destruir diferentes naves espaciales, a medida que se vuelve más fuerte y se clona a sí mismo para evitar la muerte. La paleta de colores del juego se compone de negro, blanco y rojo, y su estilo de arte le ha ganado varios premios, incluyendo el premio "Más Increíblemente Hermoso" en Rogue Jam 2022 y el premio a "Mejor Arte Visual y Diseño" en Game Connection x Chinajoy 2022.

## Jugabilidad
Para avanzar en I See Red, los jugadores deben invadir distintas naves enemigas mediante una combinación de armas cuerpo a cuerpo y a distancia, habilidades activas y pasivas, y un gancho de agarre mecánico que permite atrapar objetos, acercarse a los enemigos y activar ciertos elementos interactivos de los niveles. El gancho, una mecánica central del juego, se "carga" después de un determinado número de eliminaciones, lo que permite al jugador realizar una Ejecución Brutal y derrotar instantáneamente a cualquier enemigo, con la excepción de los jefes finales. El personaje también cuenta con un medidor de "ira" que se carga progresivamente al infligir y recibir daño. Cuando el medidor de ira está completo, el jugador puede activar el Modo Ira, que aumenta la reducción de daño y el daño cuerpo a cuerpo, y un gancho permanentemente cargado para realizar Ejecuciones Brutales ilimitadas.
Dado que I See Red es un roguelite, cuando el protagonista se queda sin vida, a menos que una habilidad pasiva lo evite, es clonado y el juego comienza de nuevo desde el primer nivel, o nave espacial. Los jugadores pueden obtener mejoras permanentes entre muertes o "partidas", que incrementan la reducción de daño, los puntos de salud, la velocidad de movimiento, entre otros atributos. Estas mejoras pueden comprarse con Materia de Impresión, un recurso coleccionable que se encuentra en las naves enemigas.
Además de las mejoras permanentes, el protagonista puede fortalecerse con habilidades pasivas, que se recolectan a lo largo de una partida y se pierden al morir. Estas habilidades afectan la jugabilidad de diversas maneras, como permitir que las balas reboten en las paredes, otorgar la capacidad de curarse con los cuerpos de los enemigos o prevenir la muerte activando un último Modo Ira. Algunas pasivas pueden estar corruptas, lo que significa que una propiedad útil se equilibra con una negativa, como duplicar el daño a distancia a costa de reducir a la mitad los puntos de vida del jugador. Las habilidades pasivas tienen distintas rarezas, lo que influye en la probabilidad de encontrarlas: Común, Poco Común, Rara, Épica y Legendaria.
I See Red cuenta con tres tipos de enemigos (humanos, alienígenas y robots) y cuatro jefes finales (prólogo, humano, alienígena y final). Los enemigos de tipo humano se encuentran en el primer sector, los de tipo alienígena en el segundo sector y los de tipo robot en el tercer sector. Para avanzar al siguiente sector, los jugadores deben superar tres naves espaciales. Cada tipo de enemigo posee su propio entorno de nave espacial, comportamiento de inteligencia artificial, consumibles, habilidades y armas.

## Trama
I See Red cuenta una oscura historia de venganza, donde los jugadores asumen el rol de un forajido que recorre el espacio en busca de una persona que lo traicionó y destruyó su vida. El protagonista está tan enfadado y concentrado en cumplir su propósito que su mundo ha perdido todo color, excepto por lo que más le importa: su ira y la sangre roja de sus enemigos.

### Personajes
- Mateo Taurus, el protagonista. Alguna vez fue un oficial condecorado del Imperio, hasta que las trágicas muertes de su esposa e hija lo marcaron profundamente. Quería ser como su padre, un hombre que luchaba por la justicia y por lo que es correcto. En su ceguera por querer ser como él, y a pesar de sus buenas intenciones, terminó cometiendo errores a lo largo de su camino; errores que otros incluso llamarían heroísmo desinteresado. Aunque podría parecer que perdió el rumbo, en el fondo sigue haciendo lo que cree que es correcto.[8]
- Viktor Ivanov, el antagonista principal. Un comisionado y exmiembro de la milicia espacial con acceso al mayor arsenal que el Imperio tiene a su disposición, además de a miles de oficiales leales pero corruptos, seguidores, y socios comerciales ilegítimos. Sin dudas recursos de los que abusará para expandir sus negocios paralelos.
- Alberto Miravalles, el ayudante del protagonista. Un técnico, ingeniero, químico, científico de datos y genio en general. Trabajó en el departamento de Investigación y Desarrollo de la división de Tácticas Avanzadas dentro de la policía del Imperio, experimentando con la última tecnología en armas y transporte. Mientras trabajaba con la inestable tecnología de Materia de Impresión para construir un dispositivo de clonación capaz de devolver a la vida a aquellos que murieron cumpliendo su deber, se encontró con una enorme oposición por parte del gobierno, que lo acusó de actuar inmoralmente. Años después, ahora por su cuenta, Miravalles busca a cualquiera que pueda ayudarlo a obtener Materia de Impresión para perfeccionar sus creaciones.
- Joana Taurus, la hija del protagonista. Una niña de 11 años que quería ser música. Ese era su mundo entero. Siempre encontraba a alguien que fuera su audiencia; ni siquiera el perro podía escapar de su perseverancia.
- Lucía Taurus, la esposa del protagonista. Una violista famosa a nivel interplanetario, y una de las artistas más escuchadas en el servicio de streaming Lapsus. Antes de retirarse, había ganado el más alto galardón posible en nueve planetas diferentes. Conoció a su esposo mientras era escoltada durante una redada policial que ocurrió en un concierto en el que ella estaba tocando. Aparentemente, hubo una amenaza terrorista que obligó a una evacuación.

## Desarrollo
En 2019, algunos miembros de Whiteboard Games trabajaron juntos en un juego de puzzles de viajes en el tiempo llamado Tempus Vitae, un juego que presentaron en el Bit Bang Fest de ese año en Argentina. Una vez terminado ese proyecto, comenzaron a trabajar en un nuevo título. El desarrollo de I See Red comenzó en marzo de 2020, durante la pandemia de COVID-19, como un proyecto universitario para el curso de Diseño y Programación de Videojuegos de la Escuela Da Vinci. Eventualmente, el juego creció como un proyecto de tesis y, una vez que los desarrolladores se graduaron, decidieron continuar con él como una iniciativa comercial. Mientras buscaban un editor para I See Red, Whiteboard contactó con la Aceleradora de Proyectos Neutrón.
El juego utiliza el motor Unity.
El equipo de desarrollo de I See Red trabajó de manera remota utilizando softwares de rastreo de tiempo como Clockify. El tiempo total de desarrollo del juego fue de más de 40,238 horas de trabajo, registradas a través de las doce áreas de producción del equipo a lo largo de dos años.
En junio de 2022, Whiteboard Games anunció una colaboración con Gameforge para ser el editor de I See Red. Gameforge es el principal editor de MMOs muy populares, como AION, OGame, NosTale, Ikariam y Swords of Legends Online. En 2022, Gameforge también se asoció con Trigon: Space Story, su primer título indie, con I See Red uniéndose para ampliar su catálogo de juegos para un solo jugador, siendo también su primer juego desarrollado por un estudio latinoamericano.
A pesar de ser desarrollado en Argentina, un país de habla hispana, I See Red fue concebido originalmente en inglés y luego traducido internamente al español. Aunque el juego no tiene diálogos, contiene más de 10,000 palabras únicas. La localización restante fue realizada por Gameforge, añadiendo francés, alemán, japonés, coreano, polaco, portugués, ruso, chino simplificado, italiano y turco como idiomas disponibles. En los mercados chinos, el nombre “I See Red” estuvo acompañado del lema 血海雷霆, que traducido literalmente significa “una tormenta sobre un mar de sangre”.
I See Red fue lanzado para PC el lunes 24 de octubre de 2022, en las tiendas de Steam y Epic Games.
El 23 de agosto de 2023, Whiteboard Games anunció en Steam que se separaban de Gameforge como editor de I See Red para PC.
El 9 de febrero de 2024, se anunció que I See Red era compatible y jugable en la Steam Deck.
El 28 de noviembre de 2024, el editor polaco RedDeer.Games y Whiteboard Games anunciaron una colaboración para portar y lanzar I See Red en Nintendo Switch. La fecha de lanzamiento original era el 6 de febrero de 2025, pero se retrasó posteriormente. I See Red se lanzó en Nintendo Switch el 26 de febrero del mismo año.

## Recepción
I See Red ha ganado varios premios en eventos de videojuegos alrededor del mundo. En 2021, ganó el premio "Mejor Juego de MPVP" en el evento argentino EVA Play, y el premio "Juego Más Irreverente" en los VIT Awards de Costa Rica. En 2022, ganó el premio "Mejor Arte Visual y Diseño" en los Indie Game Development Awards de Game Connection x ChinaJoy y el premio "Más Increíblemente Hermoso" ("Eye-Poppingly Beautiful", en inglés) en la Rogue Jam.
Durante la Rogue Jam, I See Red fue descrito por Matt Casamassina, cofundador de IGN Entertainment y fundador y CEO de Rogue, como "inconfundible; gran estilo blanco y negro con violencia roja yuxtapuesta. Simplemente funciona. El detalle en su mundo brutal e isométrico es increíble. Pero también tiene un gameplay sólido para apoyar a su estilo. Eso significa: controles intuitivos y precisos, batallas fluidas y frenéticas, y una excelente y gratificante sensación de progresión."
El 14 de diciembre de 2022, I See Red fue destacado por el motor Unity en su livestream y blog Creator Spotlight, con un análisis profundo de los aspectos técnicos de su estilo artístico, las escenas cinemáticas y los efectos visuales.
En 2023, I See Red recibió el Sello de Buen Diseño argentino, que distingue a los productos de la industria nacional que se destacan por su innovación y calidad en diseño.

### Premios
| Año  | Evento                         | Categoría                      | Resultado |
| ---- | ------------------------------ | ------------------------------ | --------- |
| 2023 | Sello de Buen Diseño argentino | Sello de Buen Diseño argentino | Ganador   |
| 2022 | Rogue Jam                      | Más Increíblemente Hermoso     | Ganador   |
| 2022 | Indie Game Development Awards  | Mejor Arte Visual y Diseño     | Ganador   |
| 2022 | Indie Game Development Awards  | Mejor Historia                 | Nominado  |
| 2022 | Indie Game Development Awards  | Juego Más Creativo y Original  | Nominado  |
| 2022 | Indie Game Development Awards  | Gran Premio                    | Nominado  |
| 2021 | VIT Awards                     | Juego Más Irreverente          | Ganador   |
| 2021 | EVA Play                       | Mejor Juego de MPVP            | Ganador   |